# Luis Carlos Paz
Luis Carlos Paz Moreno (Cali, Colombia; 25 de junio de 1942 - Puracé-Coconuco, Colombia; 27 de junio de 2015) fue un futbolista colombiano. Jugó de centrocampista y formó parte del plantel de la selección de Colombia que disputó la Copa Mundial de 1962 en Chile. Con 19 años, fue el jugador más joven en disputar un encuentro mundialista con Colombia.
A nivel de clubes, pasó toda su carrera en su país. Comenzó su carrera en el América de Cali y se retiró en el Deportes Tolima en 1972 a los 30 años.
Falleció a los 73 años a causa de un paro cardíaco.

### Participaciones en copas del mundo
| Copa                 | Sede  | Resultado      |
| -------------------- | ----- | -------------- |
| Copa Mundial de 1962 | Chile | Fase de grupos |

## Clubes
| Club                   | País     | Año       |
| ---------------------- | -------- | --------- |
| América de Cali        | Colombia | 1961-1966 |
| Deportivo Cali         | Colombia | 1966-1967 |
| Deportes Quindío       | Colombia | 1968      |
| Once Caldas            | Colombia | 1969      |
| Independiente Santa Fe | Colombia | 1970      |
| Millonarios            | Colombia | 1970      |
| Real Cartagena         | Colombia | 1971      |
| Deportes Tolima        | Colombia | 1972      |

## Palmarés

### Títulos nacionales
| Título                | Club           | País     | Año  |
| --------------------- | -------------- | -------- | ---- |
| Campeonato colombiano | Deportivo Cali | Colombia | 1967 |